# Pablo Amaya
Pablo Amaya ist eine Ortschaft im Departamento La Paz im südamerikanischen Andenstaat Bolivien.

## Lage im Nahraum
Pablo Amaya liegt in der Provinz Larecaja und ist der drittgrößte Ort im Cantón San Juan de Challana im Municipio Guanay. Die Ortschaft liegt auf einer Höhe von 3797 m am Ufer des Río Pablo Amaya, eines linken Nebenflusses des Río Challana, welcher in nordöstlicher Richtung zum Río Kaka fließt.

## Geographie
Pablo Amaya liegt östlich des Altiplano in einem der nach Osten führenden Täler der bolivianischen „Königskordillere“ (Cordillera Real), die wiederum Teil der Cordillera Central ist. Das Klima der Region ist ein typisches Tageszeitenklima, bei dem die Temperaturschwankungen im Tagesverlauf deutlicher ausfallen als im Jahresverlauf.
Die Jahresdurchschnittstemperatur liegt bei 11 °C (siehe Klimadiagramm Achacachi), wobei der Monatsdurchschnitt im kältesten Monat (Juli) mit 8 °C nur wenig von den wärmsten Monaten (November bis März) mit 12 °C abweicht. Das Klima ist arid von Juni bis August mit nur sporadischen Niederschlägen und humid in den Sommermonaten, vor allem von Dezember bis März, mit Monatsniederschlägen von teilweise mehr als 100 mm. Der Jahresniederschlag liegt bei etwa 600 mm.

## Verkehrsnetz
Pablo Amaya liegt in einer Entfernung von 111 Straßenkilometern nördlich von La Paz, der Hauptstadt des gleichnamigen Departamentos.
Von La Paz führt die Nationalstraße Ruta 2 über El Alto und Villa Vilaque in nordwestlicher Richtung bis Patamanta und Palcoco. Drei Kilometer nordwestlich von Palcoco zweigt eine Landstraße Richtung Peñas nach Norden ab, der man knapp fünf Kilometer bis auf die Höhe von Pariri folgt. Wenige hundert Meter hinter dem Cruce Pariri zweigt eine Nebenstraße nach Nordosten in Richtung auf das drei Kilometer entfernte Suriquiña ab, von dort aus fährt man drei Kilometer nach Norden Richtung Tuquia bis zu einer Straßenkreuzung, an der man nach rechts in östlicher Richtung abbiegt.
Dieser Straße folgt man dann auf den folgenden 29 Kilometern, flussaufwärts entlang des Río Jacha Jahuira, vorbei an der Laguna Khara Kkota (4362 m), der Laguna Khotia (4451 m) und der Laguna Jankho Kkota (4702 m). Anderthalb Kilometer vor der Passhöhe „Mollo Apacheta“ (5000 m) am „Cruce a Amaguaya“ zweigt ein Fahrweg in östlicher Richtung nach Minero La Fabulosa und Uma Palca ab. Gut vierzehn Kilometer nordöstlich der Mollo Apacheta, bei der Estancia Waraco, am „Cruce a Pablo Amaya y San Juan de Collana“, zwei Kilometer vor Amaguaya, zweigt ein Fahrweg in östlicher Richtung ab, der nach neun Kilometern Pablo Amaya erreicht.

## Bevölkerung
Die Einwohnerzahl des Ortes ist in dem Jahrzehnt zwischen den beiden letzten Volkszählungen um gut ein Viertel zurückgegangen:
| Jahr | Einwohner   | Quelle       |
| ---- | ----------- | ------------ |
| 1992 | keine Daten | Volkszählung |
| 2001 | 273         | Volkszählung |
| 2012 | 215         | Volkszählung |
| 2024 |             | Volkszählung |

Die Region weist einen hohen Anteil an Aymara-Bevölkerung auf, im Municipio Sorata sprechen 92,2 Prozent der Bevölkerung Aymara.